# Montottone
Montottone é uma comuna italiana da região dos Marche, província de Fermo, com cerca de 1.032 habitantes. Estende-se por uma área de 16 km², tendo uma densidade populacional de 65 hab/km². Faz fronteira com Belmonte Piceno, Grottazzolina, Monsampietro Morico, Monte Giberto, Monte Rinaldo, Monte Vidon Combatte, Ortezzano.

## Demografia
| Variação demográfica do município entre 1861 e 2011                               |
|                                                                                   |
| Fonte: Istituto Nazionale di Statistica (ISTAT) - Elaboração gráfica da Wikipedia |